# Körteszagú susulyka
A körteszagú susulyka (Inocybe fraudans) a susulykafélék családjába tartozó, erdőkben termő, kissé mérgező gombafaj. 

## Megjelenése
A körteszagú susulyka kalapjának átmérője 2–5 cm, alakja kezdetben kúpos, később laposodó, de középen kissé púpos marad. Széle fiatalan begöngyölt, rajta burokmaradványok lóghatnak; később kiegyenesedik. Felülete sugarasan szálas, gyakran vörösesen pikkelyes. Színe fiatalon piszkosfehéres, majd okkerbarnás, vörösesbarnás. Húsa fehéres színű, kissé vörösödő. Szaga erős, túlérett gyümölcsre, körtére emlékeztet; íze nem jellegzetes.
A tönkhöz kissé hozzánövő lemezei fiatalon szürkésfehérek, később piszkosbarnák. Élük fehéres. Spórapora tompa barna. Spórái 8-11 x 4,5-6,5 mikrométeresek, mandula formájúak, sima felszínűek.
Tönkje 4–8 cm magas és 0,5-1,5 cm vastag. Eleinte fehéres, idősen vörösödő. Alakja hengeres, gumója nincs, kissé szálas.

### Hasonló fajok
A szintén nem ehető rokon fajokkal: borvörös susulykával, illatos susulykával, zöldpúpú susulykával lehet összetéveszteni.

## Elterjedése és élőhelye
Európában és Észak-Amerikában honos. Magyarországon ritka. Lomb- és fenyőerdőkben található meg. Augusztustól novemberig terem.
Enyhén mérgező, muszkarint tartalmaz.

## Kapcsolódó cikkek

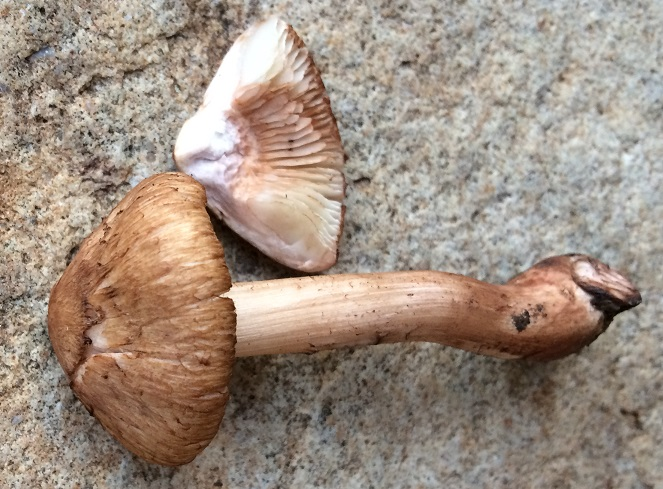
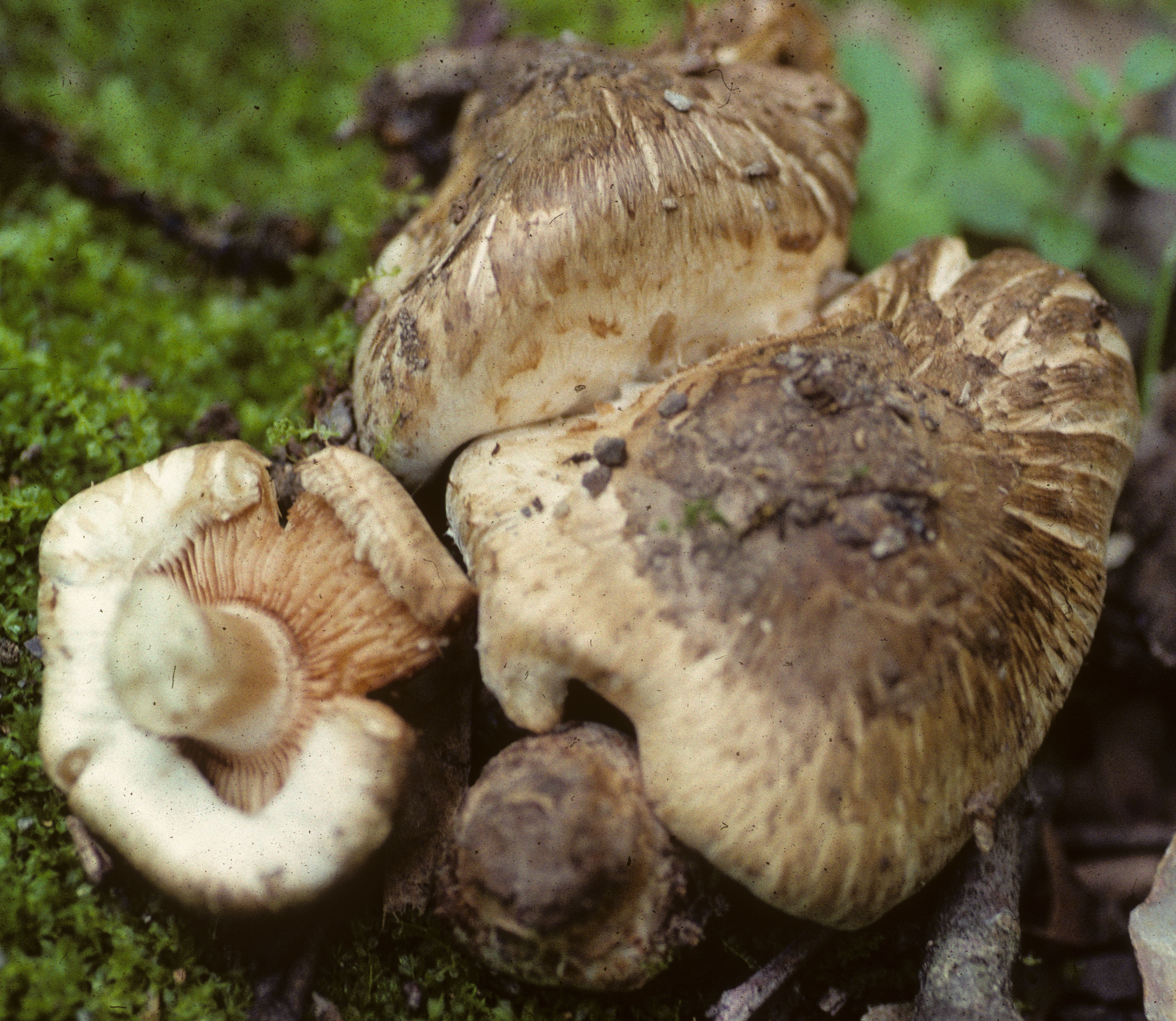
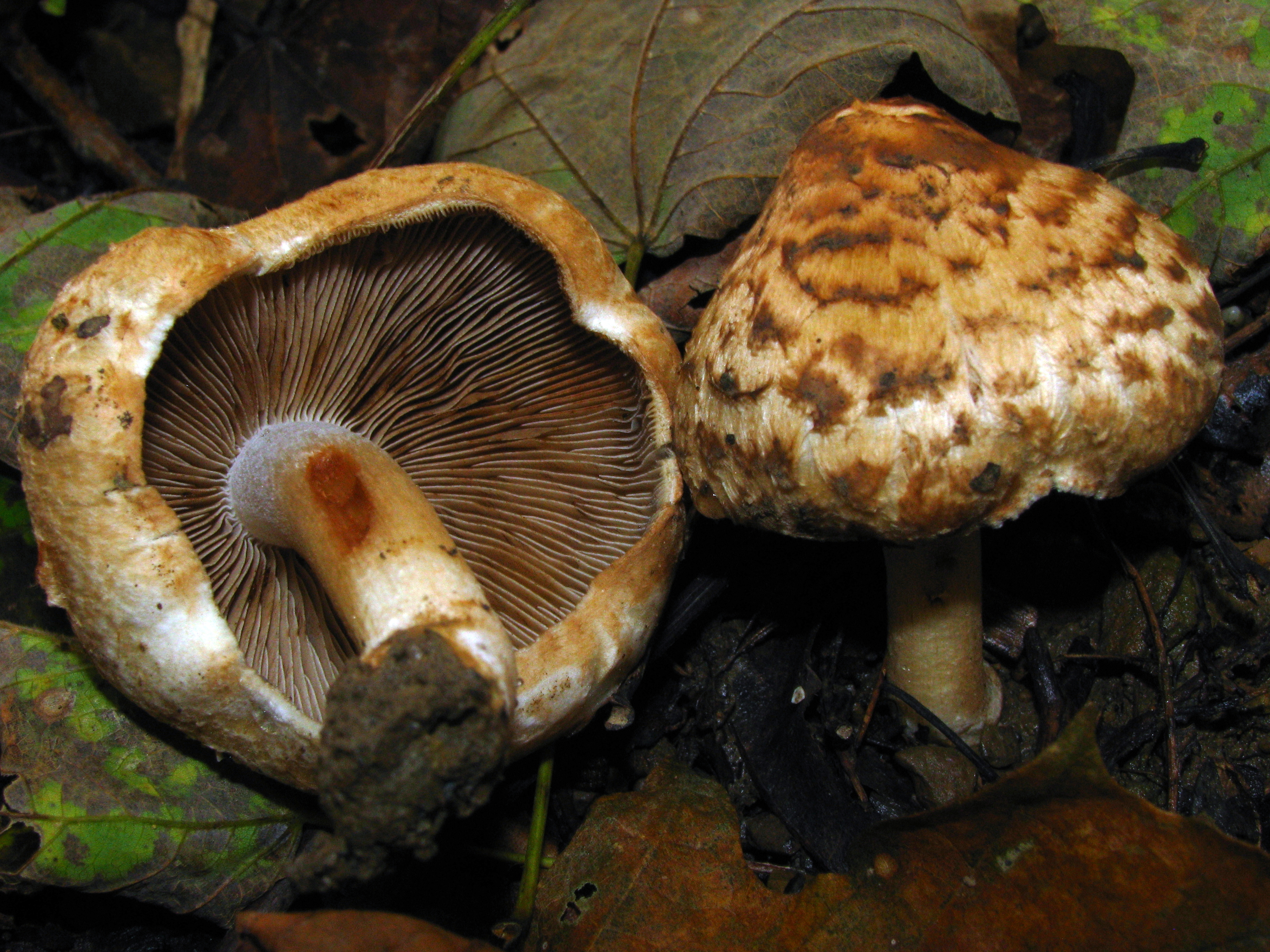
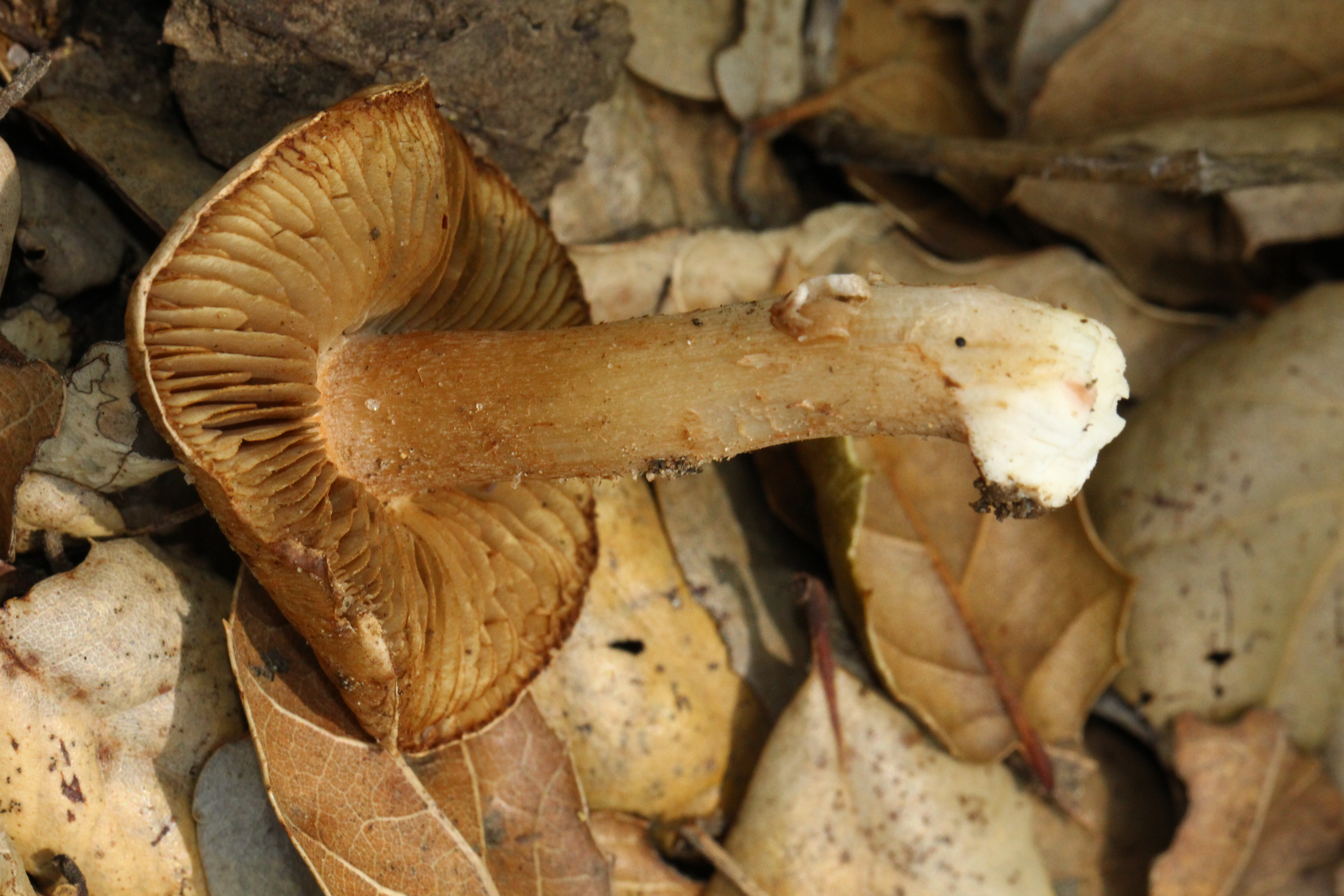